# Stenbrohults församling
Stenbrohults församling är en församling i Allbo-Sunnerbo kontrakt i Växjö stift och ligger i Älmhults kommun i Kronobergs län. Församlingen utgör ett eget pastorat. 
Församlingskyrka är Stenbrohults kyrka.

## Administrativ historik
Församlingen bildades på 1300-talet genom en utbrytning ur Virestads församling.
Ur församlingen utbröts 1905 Älmhults församling som sedan fram till 1941 ingick i samma pastorat som Stenbrohult, som före och efter denna tid utgjorde ett eget pastorat.

## Liatorps församlingshem
Liatorps församlingshem är ett församlingshem i Liatorp.
I huset står en mekanisk orgel byggd 1983 av Västbo Orgelbyggeri, Långaryd. 
| Manual            | Pedal   |
| Gedackt 8’        | Bihängd |
| Rörflöjt 4’       |         |
| Svegel 2’         |         |
| Nasat 1 1⁄3’      |         |
| Crescendosvällare |         |

## Kyrkoherdar
| Ämbetstid | Namn                                  | Levnadstid | Övrigt                                    |
| --------- | ------------------------------------- | ---------- | ----------------------------------------- |
| –1555     | Peder Andreae                         |            | Senare kyrkoherde i Skatelövs församling. |
| 1555-1560 | Sven                                  |            |                                           |
| 1560–1567 | Jonas Andreae (Jon Andersson östgöte) |            |                                           |
| 1567–1603 | Siggo Erici                           |            |                                           |
| 1604-1608 | Johannes Boetius                      |            | Senare kyrkoherde i Nöbbele församling.   |
| 1608-1624 | Johannes Gudmundi Krook               |            | Senare kyrkoherde i Skatelövs församling. |
| 1624-1642 | Andreas Petri (Schatelovius)          | –1642      |                                           |
| 1643-1660 | Nicolaus Torgeri (Kleen)              | –1660      |                                           |
| 1660-1687 | Petrus Brodersonius                   | –1687      |                                           |
| 1688-1707 | Samuel Broderzonius                   | 1658–1707  |                                           |
| 1708      | Petrus (Jonae) Comstadius             | –1708      | Avled före tillträdet.                    |
| 1709-1748 | Nils Linnæus                          | 1674–1748  |                                           |
| 1749-1797 | Samuel Linnaeus                       | 1718–1797  |                                           |
| 1798-1825 | Johan Wickelius                       | 1760–1825  |                                           |
| 1825-1841 | Jonas Nilsson                         | 1774–1841  |                                           |
| 1842-1849 | Pehr Nyman                            |            | Senare kyrkoherde i Urshults församling.  |
| 1849-1858 | Carl Björkman                         |            | Senare kyrkoherde i Älmeboda församling.  |
| 1861-1879 | Bengt Nylander                        | 1803–1879  |                                           |
| 1880-1902 | Johan Forssander                      | 1818–1902  |                                           |
| 1903-1924 | Johan Gottfrid Berg                   | 1851–1924  |                                           |
| 1924–     | Karl Källstrand                       | 1885–      |                                           |

### Komministrar
| Ämbetstid | Namn                    | Levnadstid | Övrigt                                     |
| --------- | ----------------------- | ---------- | ------------------------------------------ |
| 1638–1643 | Birgerus Johannis       |            | Senare komminister i Härlunda församling.  |
| 1651–1658 | Petrus Brodersonius     | –1687      | Senare kyrkoherde i församlingen.          |
| 1705–1720 | Nils Linnæus            | 1674–1748  | Senare kyrkoherde i församlingen.          |
| 1720–1725 | Petrus Zelander         | 1670–1725  |                                            |
| 1726–1748 | Erland Nicander         | 1692–1748  |                                            |
| 1749–1780 | Magnus Lagerqvist       | 1712–1780  |                                            |
| 1781–1805 | Anders Wetterström      | 1743–1805  |                                            |
| 1806–1834 | Petrus Magnus Långh     |            | Senare komminister i Virestads församling. |
| 1835–1842 | Johan Elias Meurling    | 1797–1842  |                                            |
| 1843–1858 | Oscar Napoleon Montelin |            | Senare kyrkoherde i Barkeryds församling.  |
| 1859–1869 | Sven Johan Borg         | 1811–1869  |                                            |
| 1870–1873 | Gustaf Linnér           |            | Senare kyrkoherde i Linneryds församling.  |
| 1873–1884 | Sven Brisér             | 1839–1884  |                                            |
| 1884–1903 | Johan Gottfrid Berg     | 1851–1924  | Senare kyrkoherde i församlingen.          |
| 1903–1919 | Frans Josef Georg Kroon |            | Senare kyrkoherde i Ekeberga församling.   |
| 1920–     | Gotthard Virdestam      | 1893–1937  |                                            |